# Трудовое (Новониколаевский район)
Трудово́е (укр. Трудове́) — посёлок,
Трудовый сельский совет,
Новониколаевский район,
Запорожская область,
Украина.
Код КОАТУУ — 2323687201. Население по переписи 2001 года составляло 307 человек.
Является административным центром Трудового сельского совета, в который, кроме того, входят сёла
Голубково,
Киевское,
Новоукраинка и
Сорочино.

## Географическое положение
Посёлок Трудовое находится в балке Нечаевская по которой протекает пересыхающий ручей с запрудами, выше по течению на расстоянии в 1,5 км расположено село Новокасьяновка, ниже по течению примыкает село Киевское.
Рядом проходит автомобильная дорога Н-15.

## История
- Населённый пункт основан в 1910—1912 годах как хутор Самойленко.
- 1925 год — официальная дата основания как хутор Трудовой-1.
- в 1948 году переименован в посёлок Трудовое[2].

## Экономика
- Запорожский конный завод № 86.
- Ипподром.

## Объекты социальной сферы
- Школа.
- Детский сад.
- Клуб.
- Фельдшерско-акушерский пункт.